# João Souza (tennista)
João Olavo Soares de Souza (Mogi das Cruzes, 27 maggio 1988) è un ex tennista brasiliano.

## Carriera
Partecipa principalmente al Circuito ITF dove, tra Futures (tra il 2006 e il 2008) e Challenger (dal 2009 in poi) ha vinto dodici titoli in singolare e undici titoli in doppio.
Fa il suo esordio negli Slam nel 2011 quando supera le qualificazioni per gli US Open e viene eliminato da Robby Ginepri. Ha raggiunto il terzo turno agli Australian Open 2012 nel doppio maschile insieme a Ricardo Mello.
In Coppa Davis ha giocato due match nel 2012 con la squadra brasiliana vincendone uno..
È stato sospeso dalle competizioni a partire dall'aprile 2019 per un'indagine a suo carico riguardo possibili accordi nell'esito degli incontri, a gennaio 2020 la Tennis Integrity Unit lo ha radiato a vita dalle competizioni in quanto giudicato colpevole di molteplici incontri falsati tra il 2015 e il 2019.

## Record e statistiche

### Singolare

#### Vittorie
| Legenda singolare               |
| Grand Slam (0)                  |
| ATP World Tour Masters 1000 (0) |
| ATP World Tour 500 (0)          |
| ATP World Tour 250 (0)          |
| ATP Challenger Tour (9)         |

| N. | Data               | Torneo                                    | Superficie  | Avversario in finale | Punteggio         |
| 1. | 13 aprile, 2010    | Bancolombia Open, Bogotà                  | Terra rossa | Alejandro Falla      | 4-6, 6-4, 6-1     |
| 2. | 26 settembre, 2010 | Copa Petrobras, Bogotà                    | Terra rossa | Reda El Amrani       | 6-4, 7–6(5)       |
| 3. | 24 aprile, 2011    | Santos Brasil Tennis Open, Santos         | Terra rossa | Diego Jonqueira      | 6-4, 6-2          |
| 4. | 16 settembre, 2012 | Seguros Bolívar Open, Cali                | Terra rossa | Thiago Alves         | 6-2, 6-4          |
| 5. | 7 ottobre, 2012    | Quito Challenger, Quito                   | Terra rossa | Guillaume Rufin      | 6-2, 7–6(4)       |
| 6. | 13 ottobre, 2013   | Aberto Rio Preto, São José do Rio Preto   | Terra rossa | Alejandro González   | 7–6(0), 6-3       |
| 7. | 5 gennaio, 2014    | Aberto de São Paulo, San Paolo            | Cemento     | Alejandro González   | 6-4, 6-4          |
| 8. | 7 agosto 2016      | ATP Challenger Cortina, Cortina d'Ampezzo | Terra rossa | Laslo Đere           | 6–4, 7–6(4)       |
| 9. | 14 agosto 2016     | Adriatic Challenger, Fano                 | Terra rossa | Nicolás Kicker       | 6–4, 6(12)–7, 6–2 |